# بيوتر شفيرتشفسكي
بيوتر ياروسلاو شفيرتشفسكي, ((بالبولندية: ˈpʲɔtr jaˈrɔswaf ɕfʲɛrˈtʂɛfskʲi), Piotr Jarosław Świerczewski) ولد 8 أبريل 1972 في بولندا، هو لاعب كرة قدم بولندي سابق كان يلعب كلاعب وسط. سبق له أن لعب في كأس العالم لكرة القدم مع منتخب بلاده. فاز بميدالية أوليمبية في مسابقة كرة القدم. لعب خلال مسيرته 536 مباراة سجل خلالها 28 هدفاً.

## المسيرة الاحترافية

### أندية لعب لها
- نادي سانت إتيان
- نادي باستيا
- أولمبيك مارسيليا
- برمنغهام سيتي
- لخ بوزنان

## روابط خارجية
- بيوتر شفيرتشفسكي على موقع الاتحاد الدولي (مؤرشف)  (الإنجليزية)
- بيوتر شفيرتشفسكي على موقع رابطة كرة القدم اليابانية للمحترفين (اليابانية)
- بيوتر شفيرتشفسكي على موقع قاعدة بيانات كرة القدم.إي يو (الإنجليزية)
- بيوتر شفيرتشفسكي على موقع ليكيب (الفرنسية)
- بيوتر شفيرتشفسكي على موقع ناشيونال فوتبول تيمز (الإنجليزية)
- بيوتر شفيرتشفسكي على موقع Soccerway.com (الإنجليزية)
- بيوتر شفيرتشفسكي على موقع عالم كرة القدم.نت (الإنجليزية)
- بيوتر شفيرتشفسكي على موقع أوليمبيديا (الإنجليزية)
- بيوتر شفيرتشفسكي على موقع اللجنة الأولمبية البولندية (مؤرشف) (البولندية)